# Rudolf von Caemmerer
Rudolf Karl Fritz Caemmerer, ab 1896 von Caemmerer (* 25. Juli 1845 in Koblenz; † 18. September 1911 in Schöneberg) war ein preußischer Generalleutnant.

## Leben
Rudolf war der Sohn des preußischen Offiziers Gustav Alexander Wilhelm von Caemmerer (1806–1872) und dessen Ehefrau Marie Sophie Nanny, geborene Hoffmann (1812–1851). Nach der Ausbildung im Kadettenkorps in Bensberg und Berlin trat Caemmerer am 6. Mai 1862 als Fähnrich in das Infanterie-Regiment Nr. 29 ein und wurde dort am 16. Dezember 1862 Sekondeleutnant. Als solcher nahm er 1866 während des Deutschen Krieges an den Schlachten bei Münchengrätz und Königgrätz teil. Es folgte eine Ausbildung an der Kriegsakademie. Im Deutsch-Französischen Krieg 1870/71 wurde er in der Schlacht bei Wörth durch einen Schuss durch das Fersenbein schwer verwundet. Am 16. September 1870 erhielt er das Eiserne Kreuz II. Klasse.
In den Jahren von 1873 bis 1886 vertiefte er seine Kenntnisse der Truppenführung bei verschiedenen Truppengeneralstäben und im Großen Generalstab. An der Kriegsakademie lehrte er das Fach Kriegsgeschichte. Ab 1886 führte er als Kommandeur ein Bataillon. Das 6. Badisches Infanterie-Regiment „Kaiser Friedrich III.“ Nr. 114 kommandierte er ab 1890. Die 12. Infanterie-Brigade führte er ab 1893 und wurde in dieser Stellung als Generalmajor am 18. Januar 1896 in den preußischen Adelsstand erhoben. Im Jahre 1897 wurde Caemmerer Generalleutnant und Kommandeur der 26. Division (1. Königlich Württembergische). 
Seit dem 15. April 1873 war er mit Ida Auguste Charlotte, geborene Rüppel (1840–1917), verheiratet. Aus der Ehe gingen unter anderen die Tochter Charlotte von Caemmerer (1877–1962) sowie der Sohn Hermann von Caemmerer (1879–1914) hervor. Am 22. Februar 1900 wurde Caemmerer mit Pension zur Disposition gestellt. In Berlin wohnte er in der Geisbergstraße 27. 
Er wurde als Militärhistoriker international bekannt. Seine Schrift Die Entwicklung der strategischen Wissenschaft im 19. Jahrhundert wurde ins Englische übersetzt und viele Autoren bezogen sich in ihren Schriften darauf. Auch seine Biographie über Clausewitz wurde stark beachtet. Seine Schriften über die Befreiungskriege sind sehr bekannt und werden heute als Reprint neu herausgegeben.

## Schriften
- Friedrich des Großen Feldzugsplan für das Jahr 1757. 1883.
- Die süddeutschen Heeresbewegungen im Main-Feldzuge von 1866. Berlin 1902.
- Magenta: Der Feldzug von 1859 bis zur ersten Entscheidung. Berlin 1902.
- Die Entwicklung der strategischen Wissenschaft im 19. Jahrhundert. Berlin 1904.
- Clausewitz. Berlin 1905.
- Die Schlacht am Scha Ho. In: Beiheft zum Militär-Wochenblatt. Neuntes Heft, Berlin 1906.
- Die Befreiungskriege 1813–1815. Ein strategischer Überblick. Berlin 1907.
- Geschichte der Befreiungskriege 1813–1815.

Band 1: Geschichte der Befreiungskriege 1813–1815.
Band 2: Geschichte des Frühjahrsfeldzuges 1813 und seine Vorgeschichte. Berlin 1909 (Reprint 1992: ISBN 3-88706-344-9)